# Oene
Oene est un village situé dans la commune néerlandaise d'Epe, dans la province de Gueldre. Le village compte environ 1 500 habitants.

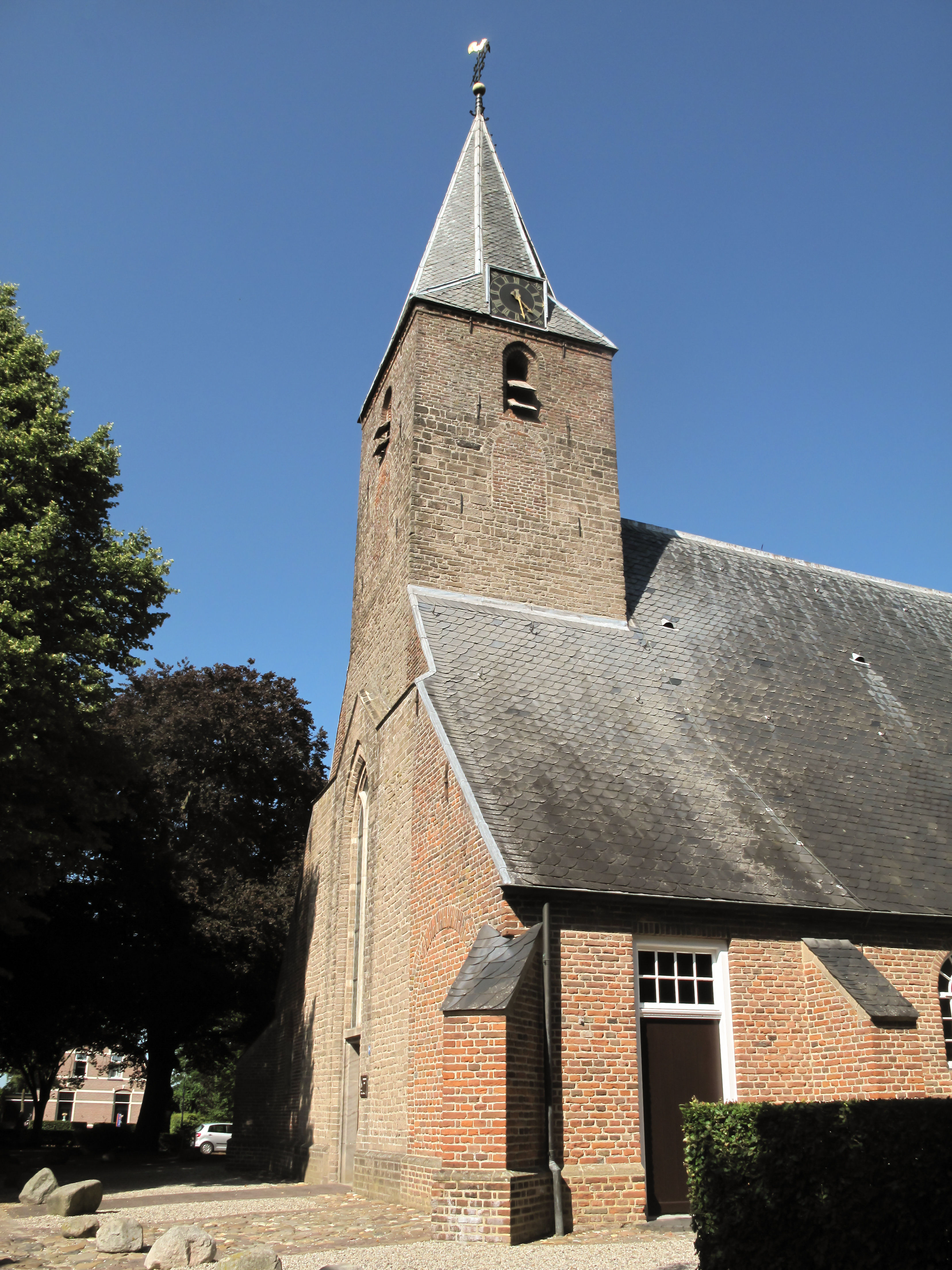
Église protestante Dionysius

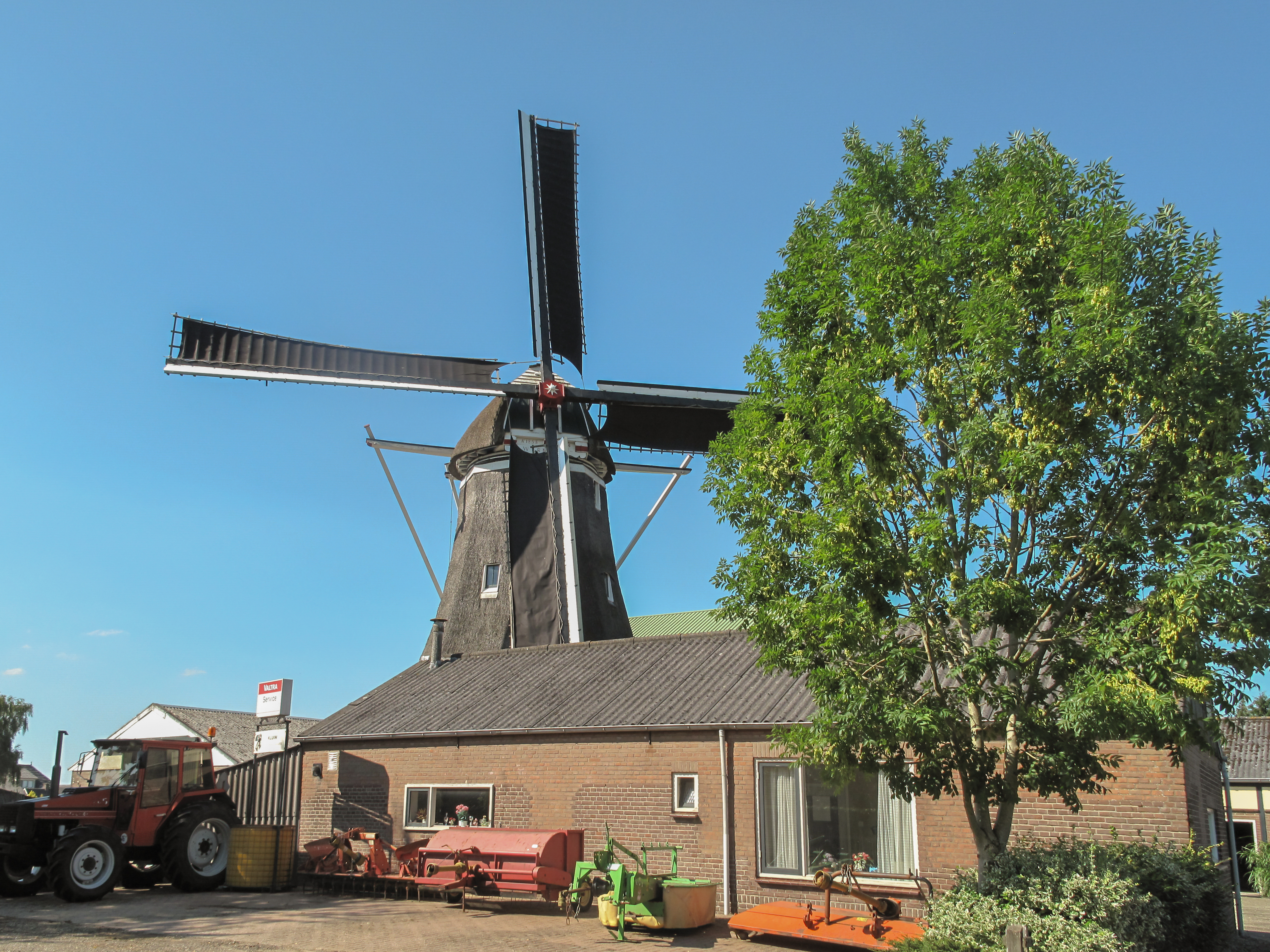
Moulin: korenmolen de Werklust